# Gynoplistia dispiloides
Gynoplistia dispiloides är en tvåvingeart som beskrevs av Alexander 1926. Gynoplistia dispiloides ingår i släktet Gynoplistia och familjen småharkrankar. Inga underarter finns listade i Catalogue of Life.